# Club Deportivo INECEL
El Club Deportivo INECEL fue un antiguo equipo de fútbol profesional de fútbol ecuatoriano, de la ciudad de Manta, Provincia de Manabí, Ecuador. Fue fundado el 15 de junio de 1962 por los trabajadores del Instituto Ecuatoriano de Electrificación (INECEL). Logró llegar a jugar en el Campeonato Nacional en 1969, pero al finalizar el año el club perdió la categoría y descendió a la Segunda Categoría. Tras el descenso, el club desapareció en 1970 luego de 8 años.

## Datos del club
- Puesto histórico: 60.° (59.° según la RSSSF)[1]
- Temporadas en Serie A: 1 (1969).[2]
- Temporadas en Segunda Categoría de Manabí: 1 (1968).
- Peor puesto en la liga: 14.° (1969).
- Mayor goleada en contra en torneos nacionales:
  - 9 - 1 contra Everest (1969).[3]
- Máximo goleador histórico:
- Máximo goleador en torneos nacionales:
- Primer partido en torneos nacionales:
  - América de Quito 2 - 0 INECEL (en 1969 en el Estadio Olímpico Atahualpa).

## Palmarés

### Torneos provinciales
| Competición                     | Títulos | Subcampeonatos |
| ------------------------------- | ------- | -------------- |
| Segunda Categoría de Manabí (1) | 1968.   |                |